# 西太平洋潜水艦救難訓練
西太平洋潜水艦救難訓練（にしたいへいようせんすいかんきゅうなんくんれん、PACREACH, Pacific Reach）は、西太平洋周辺諸国の潜水艦救難能力の向上と各国海軍の信頼関係の構築を目的に実施されている軍事演習。
1999年2月にアメリカで開催された潜水艦救難シンポジウムへ参加したアメリカ、日本、韓国、オーストラリア、シンガポール、イギリスの6カ国の合意により、2000年に初開催され、当初は隔年で、2004年の第3回以降は3年ごとに開催されている。

## 開催一覧

### 第1回（2000年）

#### 開催地
- 母港： シンガポール
- 演習海域：シンガポール沖（南シナ海）

#### スケジュール
- 2000年10月2日～10月14日（12日間）[1]

#### 参加国
- シンガポール海軍
- 海上自衛隊
  - 潜水艦救難母艦 ちよだ（AS-405）[1]
    - DSRV×1

  - 潜水艦 あきしお（SS-579）[1]
- 大韓民国海軍
  - 潜水艦救難艦 清海鎮（ASR-21）
    - DSRV×1

  - 潜水艦 崔茂宣（SS-063）
- アメリカ海軍
  - 潜水艦

#### オブザーバー
- オーストラリア海軍
- カナダ海軍
- チリ海軍
- 中国人民解放軍海軍
- インドネシア海軍
- イギリス海軍
- ロシア海軍

### 第2回（2002年）

#### 開催地
- 母港： 日本 佐世保基地
- 演習海域：鹿児島県沖（東シナ海）

#### スケジュール
- 2002年4月22日～5月2日（12日間）
  - 4月22日 - 開会式
  - 4月23日・24日 - 陸上訓練
  - 4月25日 - 佐世保出港
  - 4月27日～30日 - 洋上訓練
  - 5月2日 - 佐世保入港、閉会式

#### 参加国
- 海上自衛隊
  - 潜水艦救難艦 ちはや（ASR-403）
    - DSRV×1

  - 潜水艦 あきしお（SS-579）
  - 掃海母艦 ぶんご（MST-464）
- アメリカ海軍
  - 潜水艦 ラホーヤ(SSN-701)
  - ミスティック（DSRV-1）
  - 救難艦 セーフガード（T-ARS-50）
- 大韓民国海軍
  - 潜水艦救難艦 清海鎮（ASR-21）
    - DSRV×1

  - 潜水艦 鄭運（SS-067）
- オーストラリア海軍
  - 潜水艦 ファーンコム（SSG-74）
- シンガポール海軍
  - 司令部要員

#### オブザーバー
- カナダ海軍
- チリ海軍
- インドネシア海軍
- インド海軍
- 中国人民解放軍海軍
- フランス海軍
- イギリス海軍

### 第3回（2004年）

#### 開催地
- 母港： 韓国、済州島
- 演習海域：済州島沖（東シナ海）

#### スケジュール
- 2004年5月3日～5月13日（11日間）

#### 参加国
- 大韓民国海軍
  - 潜水艦救難艦 清海鎮（ASR-21）
    - DSRV×1

  - 潜水艦
- 海上自衛隊
  - 潜水艦救難母艦 ちよだ（AS-405）
    - DSRV×1

  - 潜水艦
- オーストラリア海軍
  - 潜水艦 ランキン（SSG-78）
- アメリカ海軍

### 第4回（2007年）

#### 開催地
- 母港： オーストラリア、スターリング海軍基地
- 演習海域：パース沖

#### スケジュール
- 2007年11月26日～12月7日（11日間）

#### 参加国
- オーストラリア海軍
  - 潜水艦 コリンズ（SSG-73）
  - 潜水艦 ランキン（SSG-78）
- 海上自衛隊
- アメリカ海軍
- 大韓民国海軍
  - 潜水艦 李億祺（SS-071）
- シンガポール海軍
- カナダ海軍
- 中国人民解放軍海軍
- イギリス海軍

#### オブザーバー
- チリ海軍
- インド海軍
- インドネシア海軍
- パキスタン海軍
- ペルー海軍
- ロシア海軍
- 南アフリカ海軍
- 北大西洋条約機構

### 第5回（2010年）

#### 開催地
- 母港： シンガポール、チャンギ海軍基地[2]
- 演習海域：シンガポール沖（南シナ海）

#### スケジュール
- 2010年8月17日～8月25日（9日間）

#### 参加国
- シンガポール海軍
  - 揚陸艦 エンデバー（L210）
- 海上自衛隊
  - 潜水艦 あらしお（SS-586）[2]
- オーストラリア海軍
- 大韓民国海軍
- アメリカ海軍
  - 救難艦 セーフガード（T-ARS-50）

#### オブザーバー
- カナダ海軍
- 中国人民解放軍海軍
- フランス海軍
- インド海軍
- インドネシア海軍
- イタリア海軍
- モロッコ海軍
- パキスタン海軍
- 南アフリカ海軍
- スウェーデン海軍
- タイ海軍
- イギリス海軍

### 第6回（2013年）
2回目の日本開催となった。台風20号の影響により25日の洋上訓練が中止になるなど、一部予定が変更された。

#### 開催地
- 母港： 日本、横須賀基地
- 演習海域：相模湾

#### スケジュール
- 2013年9月20日～9月28日（9日間）
  - 9月21日 - 開会式[3]
  - 9月23日～28日 - 洋上訓練

#### 参加国
- 海上自衛隊
  - 潜水艦救難艦 ちはや[3]
    - DSRV×1

  - 練習潜水艦 ふゆしお（TSS-3607）[3]
  - 護衛艦 ひゅうが（DDH-181）[3]
  - 多用途支援艦 えんしゅう（AMS-4305）※海面警戒艦[3]
  - 掃海艇 つのしま（MSC-683）※海面警戒艦[3]
  - 掃海艇 まきしま（MSC-677）※海面警戒艦[3]
  - 水中処分母船3号（YDT-03）※海面警戒艦[3]
- 大韓民国海軍
  - 潜水艦救難艦 清海鎮（ASR-21）
    - DSRV×1

  - 潜水艦 李阡（SS-062）
- オーストラリア海軍
  - 潜水艦 ウォーラー（SSG-75）
- アメリカ海軍
  - 司令部要員
- シンガポール海軍
  - 司令部要員

#### オブザーバー
- エクアドル海軍
- インド海軍
- インドネシア海軍
- インド海軍
- ペルー海軍
- タイ海軍
- ベトナム人民海軍

### 第7回（2016年）
第3回以来、2度目の韓国開催となった。

#### 開催地
- 母港： 韓国、鎮海基地および済州基地（済州島）
- 演習海域：済州島東方海域（東シナ海）

#### スケジュール
- 2016年5月25日～6月7日（10日間）[4]

#### 参加国
- 大韓民国海軍
  - 揚陸艦 独島（LPH-6111）
- アメリカ海軍
- 海上自衛隊
  - 潜水艦救難母艦 ちよだ（AS-405）
    - DSRV×1

  - 練習潜水艦 おやしお（TSS-3608）
- オーストラリア海軍
- シンガポール海軍
- マレーシア海軍

#### オブザーバー
- ロシア海軍
- 中国人民解放軍海軍ほか

### 第8回（2019年）
第4回以来、2度目のオーストラリア開催となった。

#### 開催地
- 母港： オーストラリア、スターリング基地（パース）
- 演習海域：パース西方海域（インド洋）

#### スケジュール
- 2019年11月4日～11月15日（12日間）[5]

#### 参加国
- オーストラリア海軍
  - LR5 潜水艦救助システム
- 海上自衛隊
  - 潜水艦救難母艦 ちよだ（ASR-404）
    - DSRV×1
- アメリカ海軍
- 大韓民国海軍
- シンガポール海軍
- マレーシア海軍

#### オブザーバー
- ロシア海軍
- 中国人民解放軍海軍ほか約20国